# Farina di riso

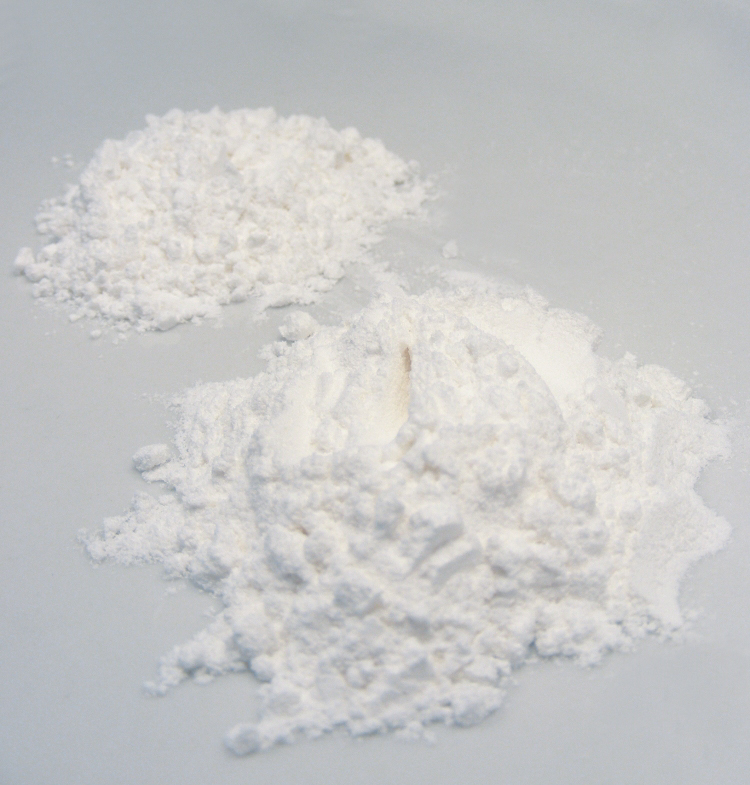
Due tipi di farina di riso.

La farina di riso (in cinese: 米粉S, mǐfěnP; in giapponese: 米粉?, komeko, oppure beifun; in coreano: 쌀가루?, ssal-garuLR; in vietnamita: bột gạo; in thailandese แป้งข้าวเจ้า, paeng khao chao; in laotiano: ແປ້ງເຂົ້າຈ້າວ, pèng khao chao; in khmer: ម្សៅអង្ករ, msau ângkâ; in birmano: ဆန်မှုန့်, hcan hmun; in malese: tepung beras; in turco: pirinç unu) è un tipo di farina ottenuta dal riso.

## Preparazione
La farina di riso è estratta principalmente dal riso bianco ed è essenzialmente amido puro con una piccola quantità di proteine, mentre è disponibile in commercio anche la farina ottenuta dal chicco intero. Per fare la farina dal riso bianco, prima della macinazione viene rimossa dal chicco la buccia e si ottiene il riso grezzo.

## Usi
La farina di riso si utilizza in molte ricette, o si mischia a quella di grano, miglio o altri cereali per elaborarne altre. È una buona sostituta della farina di frumento per le persone intolleranti al glutine.
Ci sono molti piatti caratteristici nelle varie cucine dell'Asia orientale e nel resto dell'Asia a base di farina di riso, tra cui la pasta di riso, i garaetteok coreani (gnocchi di riso), e dolci come il mochi giapponese, che viene preparato con una speciale farina dolce di riso chiamata mochiko. Viene anche utilizzata per preparare l'aceto.

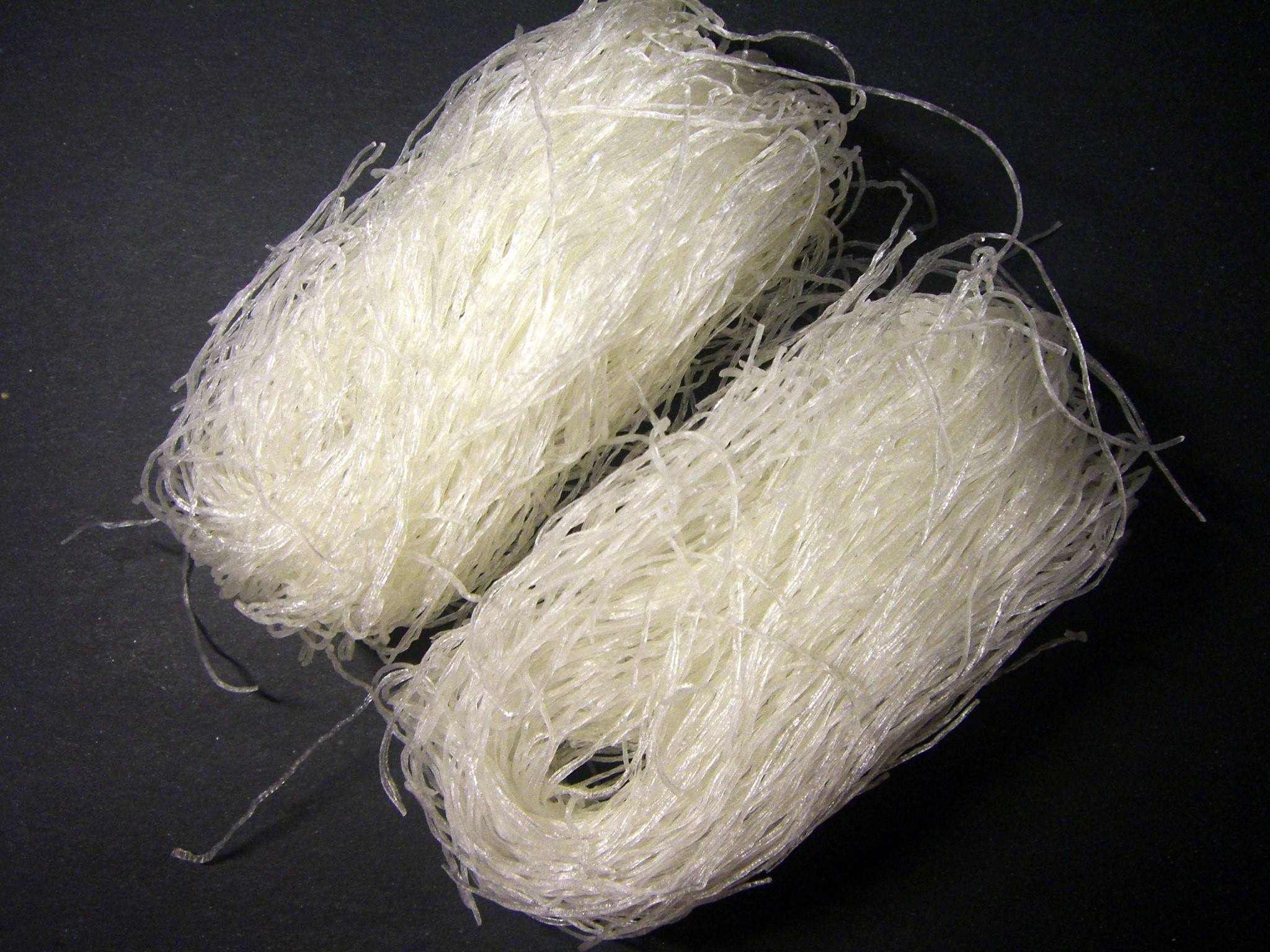
Spaghetti cinesi di riso (Dong fen)
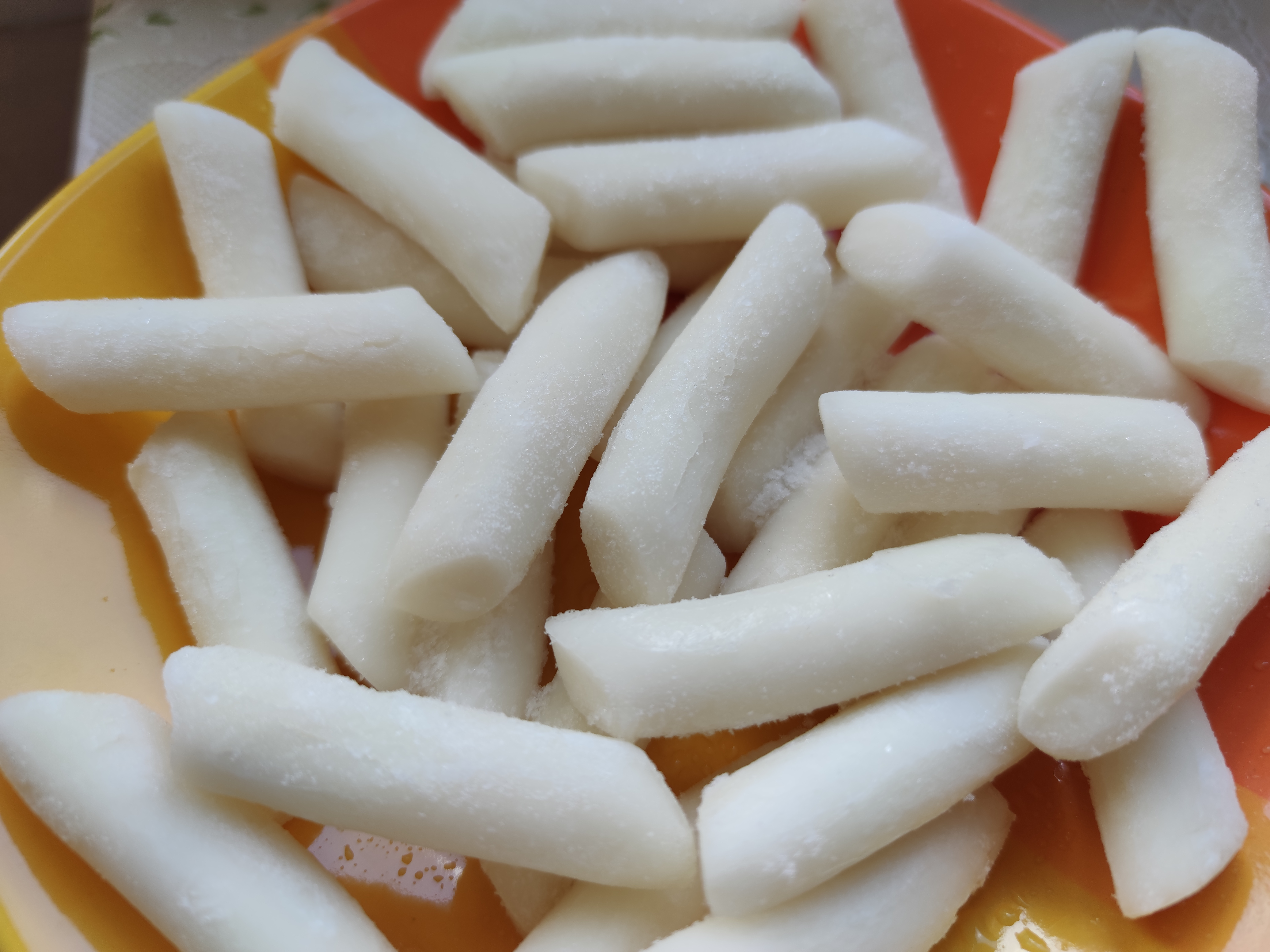
Garaetteok coreani
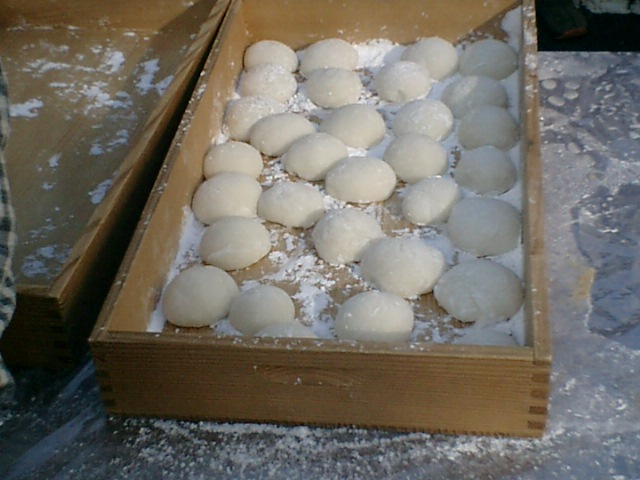
Mochi giapponese